# Hans-Joachim Frischbier

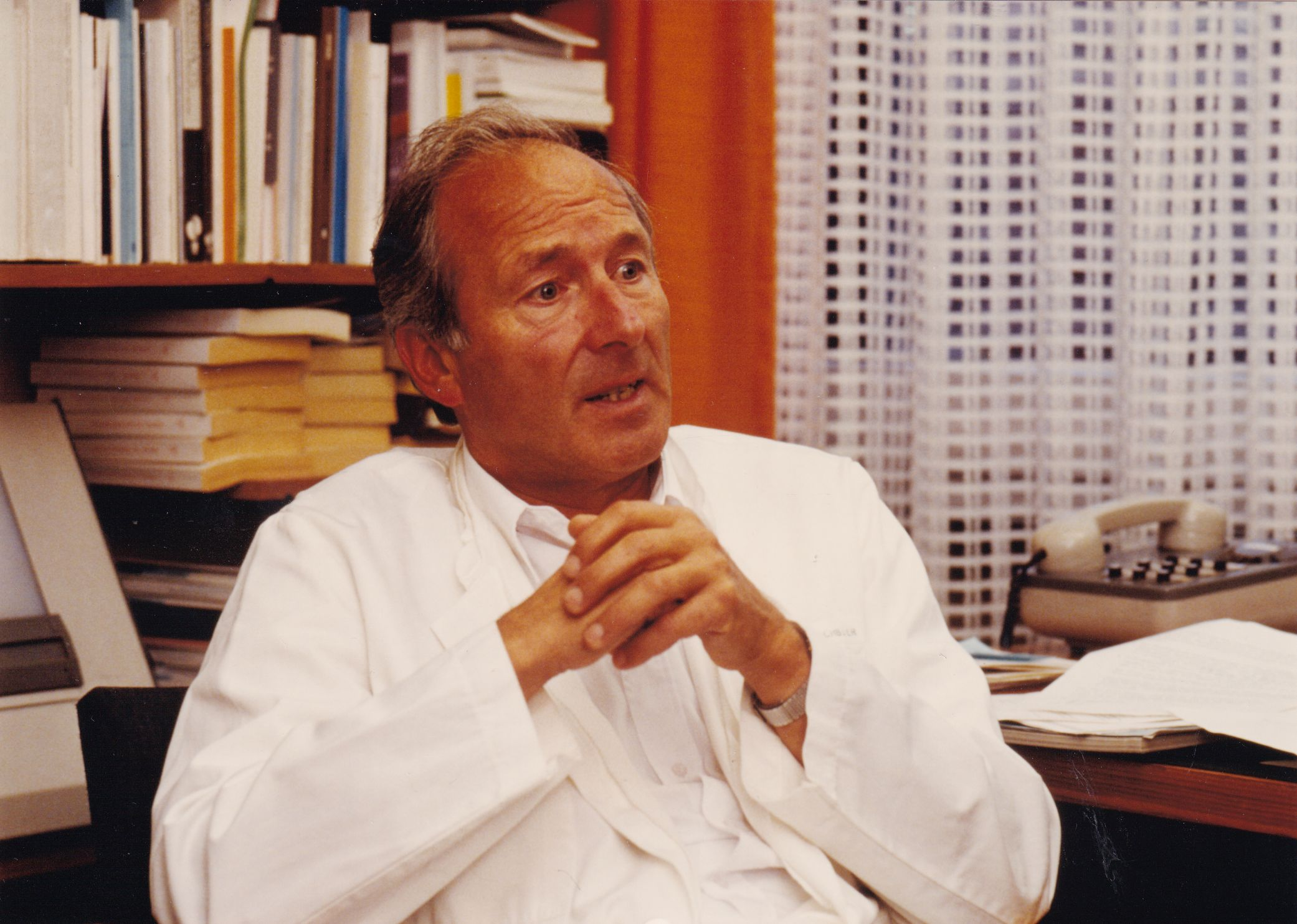
Hans-Joachim Frischbier 1986

Hans-Joachim Frischbier (* 20. Juli 1932 in Berlin) ist ein deutscher Hochschullehrer und Vertreter der gynäkologischen Radiologie. Sein wissenschaftlicher Schwerpunkt ist die Diagnostik und Strahlentherapie des Mammakarzinoms, insbesondere die Mammographie im Brustkrebs-Screening.

## Herkunft und Jugend
Frischbier wurde in Berlin als Sohn des Veterinärmediziners Adolf Frischbier und seiner Frau Emilie, geborene Küchemann, geboren. Der Vater war Offizier und erreichte den Rang eines Oberstveterinärs. Im Jahr 1946 trat er eine Stelle an der Veterinär-Untersuchungsanstalt Hamburg an und publizierte mehrere Arbeiten zur Glomerulonephritis beim Tier. Die Kindheit verbrachte Hans-Joachim Frischbier mit seiner 3 Jahre jüngeren Schwester in Flensburg und Hannover. Die Schulzeit war vom Zweiten Weltkrieg geprägt mit zahlreichen Umzügen und Schulausfällen.

## Familie und Kinder
Frischbier ist seit Jahr 1959 mit Ingeborg, geborene Wanke, verheiratet. Im Jahr 1960 wurde Sohn Martin geboren, der 1974 an Leukämie starb, 1964 wurde die Tochter Angela und 1971 der Sohn Michael geboren.

## Studium und Ausbildung
Nach dem Abitur 1952 in Hamburg studierte Frischbier in Hamburg Medizin. 1958 wurde er promoviert, 1960  als Arzt approbiert. Zunächst arbeitete er ab 1959 in der Universitäts-Strahlenklinik in Heidelberg. Seine Weiterbildung in Radiologie absolvierte er unter dem damaligen Direktor des Czerny-Instituts für experimentelle Krebsforschung in Heidelberg, Josef Becker, 1964 wurde er  als Facharzt (damals Röntgendiagnostik, Nuklearmedizin und Strahlentherapie) anerkannt. Während seiner Arbeit am Czerny-Institut entstanden Publikationen zur Strahlentherapie und zur radiologischen Diagnostik von Lymphknotenmetastasen.
Unter Klaus Thomsen absolvierte Frischbier bis 1968 eine zusätzliche Weiterbildung zum Facharzt für Frauenheilkunde und Geburtshilfe. Im Nebenamt leitete er bereits die Strahlentherapie der Frauenklinik, die damals aus einer Telekobalteinheit und einem Betatron bestand. 1966 habilitierte Frischbier sich mit dem Thema „Die klinische Bedeutung lymphographischer, phlebographischer und arteriographischer Untersuchungsmethoden in der gynäkologischen Tumordiagnostik“. Zum Professor wurde er 1970 ernannt.

## Abteilung für gynäkologische Radiologie der Universitätsfrauenklinik Hamburg
Frischbier betreute die Strahlentherapie zunächst im Nebenamt. 1970 wurde er zum Abteilungsvorsteher und 1973 zum Abteilungsdirektor einer neu geschaffenen „Abteilung für Gynäkologische Radiologie“ der Universitäts-Frauenklinik Hamburg ernannt.
Ab dem Jahr 1993 kam es zunächst in der Abteilung Radioonkologie und Strahlentherapie der Klinik für Radiologie zu einer öffentlichen Diskussion über Nebenwirkungen und Komplikationen der Strahlentherapie. Später wurde auch die Abteilung für gynäkologische Radiologie der Frauenklinik in die Vorwürfe einbezogen. Nach massivem öffentlichem Druck wurde zunächst Klaus-Henning Hübener, der Direktor für Strahlentherapie der Abteilung Strahlentherapie und Onkologie der Radiologie, suspendiert. Frischbier wurde 1996 auf eigenen Wunsch in den Ruhestand versetzt. Nach seinem Ausscheiden 1996 wurde die Abteilung aufgelöst und teilweise der Abteilung Radioonkologie und Strahlentherapie und teilweise der Röntgendiagnostik der radiologischen Klinik des UKEs zugeordnet.

## Mammographie
Bereits in seiner Heidelberger Zeit publizierte Frischbier zur Mammographie. Im Jahr 1977 publizierte er gemeinsam mit seinem Oberarzt Lohbeck ein deutschsprachiges Lehrbuch zur Frühdiagnostik von Brustkrebs.

## Deutsche Gesellschaft für Senologie
Frischbier wurde 1978 Vizepräsident der Senologic International Society, die von Charles Marie Gros aus Straßburg gründet wurde und die sich mit den Erkrankungen der weiblichen Brust beschäftigt. Frischbier organisierte den ersten Internationalen Senologie-Kongress, der vom 27. bis 31. Mai 1980 in Hamburg stattfand. Dort bereitete er die Gründung der Deutschen Gesellschaft für Senologie vor, die am 28. März 1981 in Heidelberg anlässlich deren erster Jahrestagung offiziell gegründet wurde. Von 1981 bis 1986 war Frischbier Vorsitzender der Gesellschaft. Frischbier ist auch Ehrenmitglied dieser Gesellschaft.

## Brustkrebsscreening in Deutschland
Frischbier setzte sich bereits in den 1970er Jahren dafür ein, die Brustkrebsfrüherkennung mittels Tastuntersuchung durch eine Mammographie zu ergänzen. Ab 1971 hat Frischbier zusammen mit dem Landesverband für Krebsforschung und Krebsbekämpfung Hamburg (Leitung G. Keding) eine Screening-Studie mit über 12.000 Frauen und 40.000 Mammografien durchgeführt. Seine Studie konnte an einem großen Kollektiv zeigen, dass Brustkrebsfälle eines Screenings eine deutlich bessere Überlebenschance hatten als Brustkrebspatienten, die klinisch erkannt wurden. Nachdem aus anderen Ländern Erfolge mit dem mammographischen Brustkrebsscreening publiziert wurden, haben Frischbier, Höffken und Robra in den 1990er Jahren die Deutsche Mammographie-Studie (DMS) initiiert. Die damals bekannten Screeningstudien in Schweden und England basierten auf staatlich gelenkten Gesundheitssystemen. Diese vom Bundesministerium für Bildung und Forschung finanzierte Studie an den Zentren Hamburg, Heidelberg, Esslingen und Köln entwickelte Qualitätssicherungsmaßnahmen, prüfte die Organisation von Doppel- und Mehrfachbeurteilungen und erarbeitete Empfehlungen für Altersgrenzen und Screening-Intervalle. Dies führte unter anderem dazu, dass das Brustkrebsscreening durch Mammographie 2005 bundesweit eingeführt wurde.

## Brusterhaltende Therapie des Mammakarzinoms
Unter der Leitung von Klaus Thomsen, Direktor der Frauenklinik, initiierte Frischbier zusammen mit Hans-Egon Stegner, Abteilungsdirektor der Abteilung für gynäkologische Histopathologie, ein Programm zur brusterhaltenen Therapie des kleinen Mammakarzinoms in der Frauenklinik des UKE.

## Strahlentherapie gynäkologischer Tumoren
In der Cerny-Klinik in Heidelberg war Frischbier von 1959 bis 1964 an der Entwicklung neuer Methoden der Strahlentherapie mit Telekobalt beteiligt. In der Abteilung für gynäkologische Radiologie in Hamburg entwickelten Frischbier und seine Mitarbeiter die Bestrahlungsmethoden weiter. Die Kombination einer perkutanen Telekobaltbestrahlung mit Radium-Einlagen wurde optimiert. Die damals von Frischbier und seinen Mitarbeitern entwickelten Pendelmethoden konnten auch bei inoperablen Zervixkarzinomen, die nicht für die Brachytherapie geeignet waren, erfolgreich angewandt werden.
Frischbier und seine Mitarbeiter publizierten die Ergebnisse der Behandlung von 446 Patientinnen mit primärer Elektronenbestrahlung eines inoperablen Vulvakarzinoms

## Lymphknotenmetastasierung gynäkologischer Tumoren
Die Lymphographie wurde von Frischbier systematisch zur Stadienbestimmung von Kollumkarzinomen verwendet. Die Ergebnisse gingen in die Habilitationsschrift von Frischbier ein. Die präzise Kenntnis der paraaortalen Lymphknoten bildete für Frischbier und Mitarbeiter die Grundlage zur Entwicklung spezieller Bestrahlungsverfahren von Lymphknotenmetastasen in der Aortaregion.

## Schriften
- Hans-Joachim Frischbier: Die klinische Bedeutung der Mammographie. Electromedica 1967;1:9
- Hans-Joachim Frischbier: Die Röntgendiagnostik des Mammacarcinoms. Archiv für Gynäkologie 1971;211,1-2:26-31. ISSN 0003-9128, DOI:10.1007/BF00682829
- Hans-Joachim Frischbier: Diagnostik des Mammakarzinoms. Strahlentherapie 1974;147,4:360-364. ISSN 0039-2073, PMID 4409188
- Hans-Joachim Frischbier, Hermann Ulrich Lohbeck: Frühdiagnostik des Mammakarzinoms - klinische, röntgenologische, thermographische u. zytologische Untersuchungsmethoden und ihre Wertigkeit. Lehrbuch u. Atlas Stuttgart 1977. ISBN=3-13-540801-9
- Von Keiser, K. Zum Winkel, H. J. Frischbier, H. Mueller: Vergleich zwischen röntgentheologischer und szintigrafischer Darstellung des abdominellen Lymphsystems. Fortschritte auf dem Gebiete der Röntgenstrahlen und der Nuklearmedizin 1964;100:557-569. ISSN 0015-8151, PMID 14231933
- D. von Keiser, H. J. Frischbier: Der Wert der Lymphographie bei der Metastasensuche. Fortschritte auf dem Gebiete der Röntgenstrahlen und der Nuklearmedizin 1964;100:299-308. ISSN 0015-8151, PMID 14174557
- H. J. Frischbier: Wertbestimmung der verschiedenen Metastasenkriterien. Radiologia Diagnostica 1972; 13, 5: 591-594. ISSN 0033-8354, PMID 4656003

## Ämter und Ehrungen
- Senologic International Society: Vizepräsident 1980, Honorary President[38]
- Deutsche Gesellschaft für Senologie: Vorsitzender 1981–1986, Ehrenmitglied
- Norddeutsche Gesellschaft für Gynäkologie und Geburtshilfe: Ehrenmitglied